# جورج أوقست
جورج أوقست (16 سبتمبر 1917 في بنغلاديش - 13 أكتوبر 1991 في المملكة المتحدة) (بالإنجليزية: George August)‏ هو لاعب كريكت بريطاني. لعب مع نادي مقاطعة بيدفوردشير للكريكت ‏ والمقاطعات الوطنية للكريكيت الإنجليزي والويلزي ‏.

## وصلات خارجية
- جورج أوقست على موقع إي آس بي آن كريك إنفو (الإنجليزية)